# 1564
Năm 1564 (MDLXIV) là một năm nhuận bắt đầu từ ngày thứ bảy (liên kết sẽ hiển thị đầy đủ lịch) trong lịch Julius.

## Sự kiện
- 25 tháng 1 - Người Bồ Đào Nha thành lập thành phố São Paulo, Brazil.
- 08 tháng 3 - Naples cấm hôn ở nơi công chúng, hình phạt là tử hình.

## Sinh
- 15 tháng 2 - Galileo Galilei, nhà thiên văn học, nhà vật lý, nhà toán học và triết gia người Ý (m. 1642).